# كأس الغارفي 2003
كأس الغارفي 2003 هو الموسم 10 من كأس الغارفي. أقيم خلال الفترة 14 مارس 2003 وحتى 20 مارس 2003، وكان عدد الأندية المشاركة فيه 12، وفاز فيه منتخب الولايات المتحدة لكرة القدم للسيدات.